# Jakub Kochanowski
Jakub Kochanowski (Giżycko, 17 de julho de 1997) é um jogador de voleibol polonês que atua na posição de central.

## Carreira

### Clube
Kochanowski começou a atuar profissionalmente pela equipe federal do SMS PZPS Spała de 2013 a 2016 pela III Liga. Em 2016 foi anunciado como o novo reforço do Indykpol AZS Olsztyn para a temporada 2016–17 atuando na PlusLiga. Após atuar por duas temporadas pelo Indykpol AZS Olsztyn, Kochanowski fechou contrato com o PGE Skra Bełchatów. Pelo clube da cidade de Bełchatów, o central conquistou o título da Supercopa Polonesa de 2018 e o terceiro lugar da Liga dos Campeões de 2018–19.
Na temporada 2020–21 o central assinou contrato com o ZAKSA Kędzierzyn-Koźle e conquistou três títulos: a Supercopa Polonesa de 2020, a Copa da Polônia de 2020–21 e a Liga dos Campeões de 2020–21.
Em 2021 o central assinou contrato de três anos com o Asseco Resovia Rzeszów. Ao término do seu contrato com a equipe de Rzeszów, Kochanowski foi anunciado pelo Projekt Warszawa em 15 de junho de 2024. O clube oficializou em seu site e redes sociais que o central assinou um contrato de dois anos.

### Seleção
Kochanowski teve uma estreia vitoriosa pela seleção polonesa. Começou atuando pela seleção sub-19 em 2015 onde conquistou o Campeonato Europeu Sub-19, o Festival Olímpico Europeu da Juventude e Campeonato Mundial Sub-19 de 2015. No ano seguinte voltou a levantar mais um troféu do Campeonato Europeu, só que dessa vez pela seleção sub-21. O central venceu todas as partidas, e na final conquistou to título ao vencer a seleção ucraniana por 3 sets a 1. Em 2017 foi campeão do Campeonato Mundial Sub-21 onde levou o prêmio de MVP da edição. No mesmo ano fez sua estreia pela seleção adulta polonesa na Liga Mundial, onde ficou na oitava posição.
Em 2018 conquistou seu primeiro título com a seleção adulta ao derrotar a seleção brasileira na final do Campeonato Mundial de 2018. No ano seguinte, em sua primeira participação em uma Copa do Mundo, ficou com o vice-campeonato após vencer 9 das 11 partidas do torneio.
Em 2021 foi vice-campeão da Liga das Nações após ser derrotado pela seleção brasileira na final. Em sua primeira participação olímpica, ficou na quinta colocação após perder para a seleção francesa nas quartas de final nos Jogos Olímpicos de Tóquio. No ano seguinte foi vice-campeão mundial após ser derrotado na final pela seleção italiana no Campeonato Mundial de 2022.
Na decisão do Campeonato Europeu de 2023, Kochanowski, junto à seleção polonesa, derrotou a seleção da Itália por 3–0, conquistando, dessa forma, o inédito título do Campeonato Europeu de sua carreira.

## Títulos
Skra Bełchatów
- Supercopa Polonesa: 2018

ZAKSA Kędzierzyn-Koźle
- Liga dos Campeões: 2020–21
- Copa da Polônia: 2020–21
- Supercopa Polonesa: 2020

Resovia Rzeszów
- Copa CEV: 2023–24

Seleção Polonesa
- Campeonato Europeu Sub-19: 2015
- Campeonato Mundial Sub-19: 2015
- Campeonato Europeu Sub-20: 2016
- Campeonato Mundial Sub-21: 2017

## Clubes
| Anos      | Clube                  |
| --------- | ---------------------- |
| 2016–2018 | Indykpol AZS Olsztyn   |
| 2018–2020 | PGE Skra Bełchatów     |
| 2020–2021 | ZAKSA Kędzierzyn-Koźle |
| 2021–2024 | Asseco Resovia Rzeszów |
| 2024–     | PGE Projekt Warszawa   |

## Premiações individuais
- 2017: Campeonato Mundial Sub-21 – MVP
- 2018: Torneio Hubert Jerzeg Wagner – Melhor central
- 2022: Torneio Hubert Jerzeg Wagner – MVP e melhor central
- 2023: Liga das Nações – Melhor central
- 2024: Liga das Nações – Melhor central
- 2024: Torneio Hubert Jerzeg Wagner – Melhor bloqueador
- 2024: Jogos Olímpicos – Melhor central
- 2025:Liga das Nações - Melhor central e MVP